# 善通寺町
1. 善通寺町（ぜんつうじちょう）は、香川県善通寺市内の地名。→ 善通寺市を参照。
2. 善通寺町（ぜんつうじちょう）は、香川県仲多度郡に属していた町。本稿では、善通寺市の発足時点の1954年（昭和29年）3月31日までの記事・データ表情報を記載中のため、現在の情報については前項に示した善通寺市を参照。

善通寺町（ぜんつうじちょう）は、香川県仲多度郡にあった町。

## 歴史
- 1901年（明治34年）11月3日 - 仲多度郡善通寺村、吉田村、麻野村が合併。町制施行し、善通寺町となる。
- 1950年（昭和25年）3月16日 - 町内に昭和天皇の戦後巡幸。香川大学学芸部校庭に善通寺町奉迎場を設けて昭和天皇を迎えた[4]。
- 1954年（昭和29年）3月31日 - 仲多度郡吉原村、与北村、筆岡村、竜川村と合併し市制施行して善通寺市となり消滅。

## 出身人物
- 黒瀬與重郎（旧姓・高田、大地主、香川県多額納税者）[5]